# Charles de Batz de Castelmore d'Artagnan
Charles de Batz de Castelmore, conte d'Artagnan, o semplicemente d'Artagnan (Lupiac, 23 giugno 1615 – Maastricht, 25 giugno 1673) è stato un nobile e militare francese.

## Biografia
Nacque nell'unico castello di Castelmore in cima a una collina di Lupiac, nella Guascogna, al confine fra le contee di Armagnac e Fezensac, da una famiglia di bassa nobiltà, impoverita: Bertrand de Batz e Françoise de Montesquiou, che era figlia del signore di Artagnan. I de Batz Castelmore portavano il titolo di conti. D'Artagnan era il cognome della madre che Charles usava per conferirsi maggior lustro, perché appartenente a più antica nobiltà di quello paterno. Aveva sorelle e fratelli. Lo zio Daniel era rettore della scuola di Lupiac.
Fu un grande uomo di guerra, coraggioso, con una straordinaria preparazione ed esperienza militare, pervaso dal senso dell'onore e del dovere, da una forte passione per il servizio, da una viva attenzione alla politica e da una grande umanità. Si presume che la carriera militare fosse per i giovani de Batz Castelmore una tradizione di famiglia perché anche tutti i suoi fratelli, ad eccezione di uno, divennero soldati.
Nel 1635 circa, entrò nella compagnia delle Guardie, comandata da des Essarts. Partecipò a varie campagne e, nel 1644, entrò nei Moschettieri (Mousquetaires), probabilmente grazie all'influenza dell'amico di famiglia de Tréville, insieme all'amico François de Montlezun, signore di Besmaux e futuro governatore della Bastiglia. Suoi compagni e grandi amici furono Armand d'Athos, che perì in duello, Henri d'Aramitz, che quando fu stanco di duellare si ritirò a vita privata, e Isaac de Porthau, figlio del controllore delle artiglierie di Navarra.
Due anni dopo, la compagnia dei Moschettieri venne sciolta dal cardinale Giulio Mazzarino e, insieme con l'ufficiale Besmaux, divenne uno dei suoi uomini di fiducia, svolgendo diverse missioni presso i comandanti delle armate del Re nel periodo della Fronda. Il suo compito era quello di staffetta, portatore di messaggi e agente segreto. Quando nel 1651, durante queste pericolose insurrezioni, Mazzarino dovette lasciare la Corte e si rifugiò dall'arcivescovo di Colonia, gli fece da messaggero galoppando da Brühl a Parigi. Fu agli ordini di Turenne nella campagna delle Fiandre. Nel 1655 o 1656 diventò capitano delle Guardie, poi capitano e custode della voliera delle Tuileries, incarico tanto futile quanto prestigioso, visto che lo ottenne a pagamento, disputandolo a Colbert. Nel 1657 la compagnia dei Moschettieri venne ricostituita e, l'anno seguente, ne assunse il comando, succedendo a Issac de Baas come sottotenente, sebbene titolare della carica rimanesse il duca di Nevers, nipote di Mazzarino. Nello stesso anno, partecipò all'assedio di Dunkerque.
Nel 1659 sposò la baronessa Charlotte Anne de Champlecy, una vedova nobile e benestante, dalla quale ebbe due figli e si separò nel 1665. Nel 1660 accompagnò il re Luigi XIV a Saint-Jean-de-Luz, ad accogliere la principessa Maria Teresa di Spagna. Nel 1661 arrestò il ministro delle finanze Nicolas Fouquet a Nantes, sorvegliandolo per tutta la durata del processo, e lo accompagnò all'esilio di Pinerolo nel 1664. Nel 1666 ottenne la carica di capitano "des petits chiens courant le chevreuil". Nel 1667, col grado di capitano luogotenente, sostituì il duca de Nevers nel comando della I compagnia dei Moschettieri. Nel 1671 condusse all'esilio di Pinerolo il duca de Lauzun.
Nel 1672, e fino al 1673, sostituì il maresciallo d'Humières nella carica di governatore a Lilla. Era ormai un uomo benestante e rispettato, e le sue truppe lo adoravano. Nel 1673, partecipò come comandante della compagnia di moschettieri della guardia, chiamati "Moschettieri grigi", alla guerra contro i Paesi Bassi e, appena due giorni dopo aver compiuto 58 anni, morì colpito da un proiettile di moschetto alla gola durante l'assedio di Maastricht. La sua compagnia riuscì comunque a occupare la "mezzaluna", fortificazione avanzata, obiettivo del loro attacco. Venne sepolto presso la chiesa dei Santi Pietro e Paolo a Wolder, nei Paesi Bassi.
La sua morte da soldato, con onore, alla testa dei moschettieri di cui era capitano, nell'assalto risolutivo alla fortezza di Maastricht, ha immortalato il suo nome come quello di un combattente pronto alle imprese più rischiose per il suo sovrano, di cui si fidava ciecamente e che gli era utile per tutto.

## Nella cultura di massa

### Letteratura
- Dalla sua figura trasse spunto Alexandre Dumas per l'omonimo personaggio protagonista del romanzo I tre moschettieri.